# Grand Prix automobile du Pacifique 1994
GP précédent GP suivant
Le Grand Prix automobile du Pacifique 1994 (Pacific Grand Prix), disputé sur le circuit international d'Okayama au Japon le 17 avril 1994, est la première édition du Grand Prix, 550e course de Formule 1 courue depuis 1950 et deuxième manche du championnat 1994.

## Classement
| Pos. | No | Pilote                | Écurie            | Tours | Temps/Abandon                      | Grille | Points |
| ---- | -- | --------------------- | ----------------- | ----- | ---------------------------------- | ------ | ------ |
| 1    | 5  | Michael Schumacher    | Benetton-Ford     | 83    | 1 h 46 min 01 s 693 (173,925 km/h) | 2      | 10     |
| 2    | 28 | Gerhard Berger        | Ferrari           | 83    | + 1 min 15 s 300                   | 5      | 6      |
| 3    | 14 | Rubens Barrichello    | Jordan-Hart       | 82    | + 1 tour                           | 8      | 4      |
| 4    | 9  | Christian Fittipaldi  | Arrows-Ford       | 82    | + 1 tour                           | 9      | 3      |
| 5    | 30 | Heinz-Harald Frentzen | Sauber-Mercedes   | 82    | + 1 tour                           | 11     | 2      |
| 6    | 20 | Érik Comas            | Larrousse-Ford    | 80    | + 3 tours                          | 16     | 1      |
| 7    | 12 | Johnny Herbert        | Lotus-Mugen-Honda | 80    | + 3 tours                          | 23     |        |
| 8    | 11 | Pedro Lamy            | Lotus-Mugen-Honda | 79    | + 4 tours                          | 24     |        |
| 9    | 26 | Olivier Panis         | Ligier-Renault    | 78    | + 5 tours                          | 22     |        |
| 10   | 25 | Éric Bernard          | Ligier-Renault    | 78    | + 5 tours                          | 18     |        |
| 11   | 32 | Roland Ratzenberger   | Simtek-Ford       | 78    | + 5 tours                          | 26     |        |
| Abd. | 10 | Gianni Morbidelli     | Arrows-Ford       | 69    | Moteur                             | 13     |        |
| Abd. | 29 | Karl Wendlinger       | Sauber-Mercedes   | 69    | Collision                          | 19     |        |
| Abd. | 24 | Michele Alboreto      | Minardi-Ford      | 69    | Collision                          | 15     |        |
| Abd. | 8  | Martin Brundle        | McLaren-Peugeot   | 67    | Moteur                             | 6      |        |
| Abd. | 23 | Pierluigi Martini     | Minardi-Ford      | 63    | Freins                             | 17     |        |
| Abd. | 6  | Jos Verstappen        | Benetton-Ford     | 54    | Sortie de piste                    | 10     |        |
| Abd. | 0  | Damon Hill            | Williams-Renault  | 49    | Transmission                       | 3      |        |
| Abd. | 15 | Aguri Suzuki          | Jordan-Hart       | 44    | Accident                           | 20     |        |
| Abd. | 3  | Ukyo Katayama         | Tyrrell-Yamaha    | 42    | Moteur                             | 14     |        |
| Abd. | 7  | Mika Häkkinen         | McLaren-Peugeot   | 19    | Boîte de vitesses                  | 4      |        |
| Abd. | 19 | Olivier Beretta       | Larrousse-Ford    | 14    | Panne électrique                   | 21     |        |
| Abd. | 31 | David Brabham         | Simtek-Ford       | 2     | Moteur                             | 25     |        |
| Abd. | 2  | Ayrton Senna          | Williams-Renault  | 0     | Collision                          | 1      |        |
| Abd. | 4  | Mark Blundell         | Tyrrell-Yamaha    | 0     | Collision                          | 12     |        |
| Abd. | 27 | Nicola Larini         | Ferrari           | 0     | Collision                          | 7      |        |
| Nq.  | 34 | Bertrand Gachot       | Pacific-Ilmor     |       | Non qualifié                       |        |        |
| Nq.  | 33 | Paul Belmondo         | Pacific-Ilmor     |       | Non qualifié                       |        |        |

## Pole position et record du tour
- Pole position : Ayrton Senna en 1 min 10 s 218 (vitesse moyenne : 189,849 km/h).
- Meilleur tour en course : Michael Schumacher en 1 min 14 s 023 au 10e tour (vitesse moyenne : 180,090 km/h).

## Tours en tête
- Michael Schumacher : 83 (1-83)

## Statistiques
- 4e victoire pour Michael Schumacher.
- 9e victoire pour Benetton en tant que constructeur.
- 168e victoire pour Ford-Cosworth en tant que motoriste.
- Unique départ en Grand Prix pour Roland Ratzenberger. Le pilote autrichien décèdera lors des qualifications du Grand Prix suivant, à Imola.